# ویلونیا
ویلونیا (به مجاری:  Vilonya) یک شهرداری در مجارستان است که در ناحیه وارپالوتا واقع شده‌است. ویلونیا ۱۳٫۵۷ کیلومتر مربع مساحت و ۶۶۹ نفر جمعیت دارد.